# Gravel and Tar Classic
La Gravel and Tar Classic est une course cycliste d'un jour qui se déroule dans la région de Manawatu-Wanganui en Nouvelle-Zélande.
Lors des deux premières éditions, la distance de la course est d'environ 100 kilomètres avec le départ et l'arrivée situés dans la ville de Palmerston North. Elle comprend environ 40 km de secteurs gravier. La course a émergé en 2016 en raison de la nécessité de combler le vide laissé par la relocalisation de la course New Zealand Cycle Classic, qui s'est tenue pendant plusieurs éditions dans la région de Manawatu-Wanganui.
À partir de 2018, la course fait partie de l'UCI Oceania Tour dans la catégorie 1.2. Elle est alors organisée sur 130 kilomètres.
Depuis 2019, une épreuve féminine est organisée le même jour que la course masculine.

## Palmarès
| Année | Vainqueur        | Deuxième         | Troisième        |                  |
| ----- | ---------------- | ---------------- | ---------------- | ---------------- |
| 2016  | Logan Griffin    | Alex West        | Alexander Ray    |                  |
| 2017  | Robert Stannard  | Alex West        | Glenn Haden      |                  |
| 2018  | Ethan Berends    | Michael Torckler | Hayden McCormick |                  |
| 2019  | Luke Mudgway     | Ryan Christensen | Cyrus Monk       |                  |
| 2020  | Hayden McCormick | Luke Mudgway     | Samuel Volkers   |                  |
| 2021  | Aaron Gate       | Luke Mudgway     | Ryan Christensen |                  |
| 2022  | annulé/abandonné | annulé/abandonné | annulé/abandonné | annulé/abandonné |
| 2023  | Ben Oliver       | James Fouché     | Paul Wright      |                  |
| 2024  | Josh Burnett     | Boris Clark      | Tali Lane Welsh  |                  |